# Yoga
Pour les articles homonymes, voir Yoga (homonymie).
Le yoga (sanskrit devanāgarī : योग ; « union, joug, méthode», « mise au repos ») est l'une des six écoles orthodoxes de la philosophie indienne āstika dont le but est la libération (moksha). C'est une discipline ou pratique commune à plusieurs époques et courants, visant, par la méditation, l'ascèse et les exercices corporels, à réaliser l'unification de l'être humain dans ses aspects physique, psychique et spirituel.
Les quatre voies (mārga) traditionnelles majeures de yoga sont le jnana yoga, bhakti yoga, karma yoga et raja yoga. Elles sont exposées dans des textes tels que la Bhagavad-Gita. C'est entre le IIe siècle av. J.-C. et le Ve siècle qu'est codifiée la philosophie du yoga dans les Yoga-sûtra, texte de référence attribué à Patañjali, et synthèse de toutes les théories existantes.
Le terme yoga est communément utilisé aujourd'hui, surtout en Occident, pour désigner des formes de yoga postural (en) plus ou moins dérivées du hatha yoga, et de création contemporaine. Mais le hatha yoga, dont un des textes classiques, écrit au XVe siècle, est la Haṭha Yoga Pradīpikā, n'est qu'une branche du yoga.
En 2014, l'ONU décrète le 21 juin « Journée internationale du yoga », sous l'impulsion du Premier ministre indien nationaliste Narendra Modi.
Ces pratiques font l'objet de diverses critiques, portant principalement sur leur exploitation commerciale dans le monde occidental et le risque de dévoiement sectaire.

## Origine et étymologie
Le mot yoga se retrouve dans le Rig-Véda dont la composition remonte entre le XVe siècle av. J.-C. et Xe siècle av. J.-C. Il n’y est toutefois pas employé au sens de la discipline spirituelle, mais dans d’autres sens, tel qu’attelage, etc., bien que certains, comme Tara Michaël, réinterprètent ces termes en ce sens. Ce n'est qu'à partir de certaines Upanishads tardives, telle que la Shvetashvatara-upanishad qu'il est mentionné. C'est entre le IIe siècle av. J.-C. et le Ve siècle qu'est codifiée la philosophie du yoga dans les Yoga-sûtra, texte de référence attribué à Patañjali et synthèse de toutes les théories existantes.
Grammaticalement, le mot « yoga »  (devānagarī : योग) est, dans la langue sanskrite, un nom masculin construit par adjonction à la racine  YUJ- d'une voyelle thématique -a . Lorsque cette dérivation primaire s'effectue sur une racine portée au degré plein (dit aussi  degré guṇa), elle fournit le thème d'un nom d'action généralement masculin. Portée au degré guṇa, la racine YUJ- devient YOJ-. Les lois phonétiques du sanskrit demandent de prononcer, dans certains cas, la palatale sonore j-  sur le point d'articulation de la gutturale sonore g-.
Le radical  YUJ-  devient donc YOG-. Ce radical provient du mot indo-européen *yugóm, lui-même dérivée de la racine *yeug-. En Indo-Européen comme dans la plupart des langues filles, ce mot a gardé son sens originel de joug (par exemple : yukan en hittite, iugum en latin, یوغ en persan, etc.). YOG-  permet ensuite différentes  dérivations primaires, dont celle du thème nominal  yoga-.
Toutefois, dans le recueil paninéen des racines verbales, le dhatu-patha, une autre racine YUJ est donnée, signifiant « repos » (samadhi), c’est celle-ci qui est retenue par le commentateur Vyasa. Comme l’affirme la définition du Yoga-sutra : « le yoga est l’arrêt (la mise au repos) des mouvements du mental ».

## Sémantique
La racine sanskrite YUJ- signifie « atteler, unir » ou encore « reposer, arrêter ». Le mot « yoga » a, entre autres (le champ sémantique est très large) en sanskrit, les sens suivants : « 1) action d'atteler ; 2) méthode pour dresser les chevaux ; 3) mode d'emploi, technique ; 4) discipline spirituelle ; 5) râja-yoga ; 6) hatha-yoga ; 7) état d'union ou d'unité de l'être subjectif avec le suprême (selon Shrî Aurobindo) ».
Sous l'influence (entre autres) du vedanta de Shankara, cette racine sera réinterprétée au sens d'« union » entre l'atman et le brahman, alors qu'à l'époque du Yoga-sutra, dualiste, il s'agit au contraire de désunion, la monade spirituelle (purusha) devant s'affranchir définitivement du monde.
Le sens du terme « yoga » est donc très large en Inde, et ne se limite pas à une pratique sportive ni même méditative : selon la journaliste Marie Kock, dans une enquête sur l'histoire du yoga, « Certes, il y a des occurrences du mot « yoga » dans des textes multimillénaires. Mais il n’avait pas du tout le même sens, désignant ici une éthique de guerre, là une façon d’atteler les chevaux, ailleurs une forme d’action ».

## Qu'est-ce qu'un yogi?

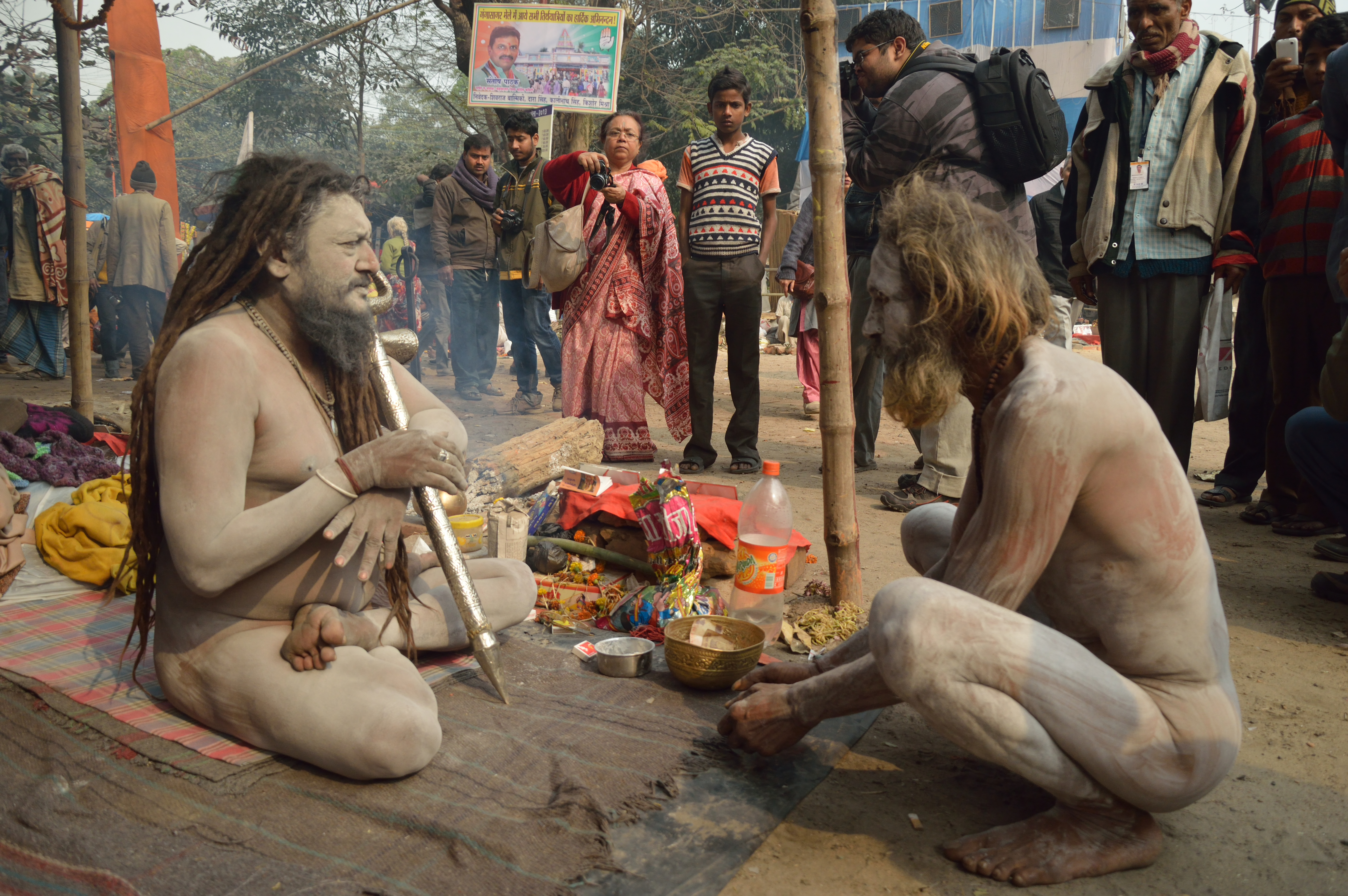
Naga Sadhus (Sadhu nu) en Inde 2013

Du point de vue hindou, un yogi (sanskrit IAST :  yogī) ou yogin (au féminin, yogini) est un ascète pratiquant le yoga qui peut être un samnyâsin, un sādhu ou un guru. Le terme ne désigne pas une fonction mais une forme d'engagement spirituel ; il est également utilisé dans le bouddhisme pour désigner celui qui se consacre à l'entraînement mental.

## Histoire

### Antiquité

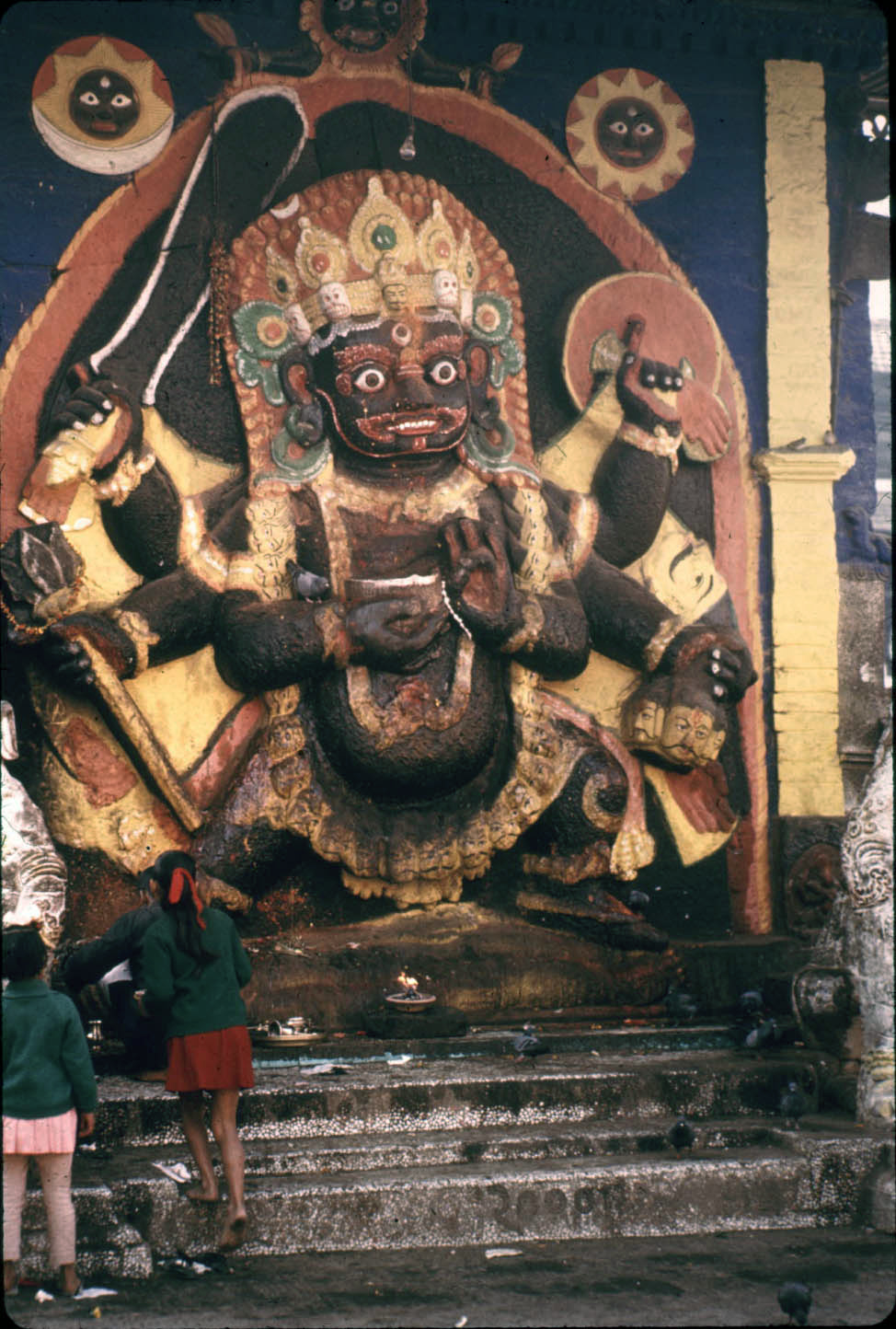
Bhairava, Shiva sous sa forme terrifiante.

À partir des années 1920, une équipe d'archéologues dirigée par John Marshall découvre des ruines sur les bords de l'Indus (Pakistan actuel) de la cité de Mohenjo-Daro qui aurait été fondée trois mille ans avant notre ère. Parmi les objets mis au jour lors de ces fouilles, des sceaux illustrés d'un personnage assis en tailleur laissant songer à une posture (asana) du hatha-yoga  ont provoqué un débat, sans qu'il y ait la moindre certitude à ce sujet, sur la possibilité que le yoga ait existé à une époque très reculée bien antérieure à ce que l’on croyait, dans la civilisation de l’Indus-Sarasvati.
Selon la thèse de l’invasion aryenne, vers le XVIIe siècle av. J.-C., les Aryens auraient envahi le Penjab, amenant avec eux leur civilisation codifiée dans les Veda, racine de l’Hindouisme auquel se rattachera le yoga. Ils s’imprègnent des traditions autochtones du Nord de l'Inde, notamment les pratiques yogiques, qui selon certains auraient existé originellement chez les Induséens. Les archéologues et historiens actuels considèrent que l’assèchement de la Sarasvati, dû à des raisons climatiques, a obligé les populations de la civilisation de l’Indus à se déplacer vers l’Est. 

Pour les rituels de l'époque, « Prononcer la formule, consiste plus à déclencher une sorte de magie vocale, plutôt qu’à énoncer une forme de vérité absolue ». Cette incantation très attentive se retrouve dans le mantra-yoga, et l'attention au geste se retrouve dans les mudrâ, positions codifiées et symboliques des mains. L'immense majorité des indianistes considère toutefois que le Véda date du XVe siècle av. J.-C.
Vers le VIIe siècle av. J.-C., les Upaniṣad forment le troisième et dernier groupe scripturaire de la révélation védique. L'élan métaphysique franchit ici le cercle restreint de la liturgie et, d'équivalences en équivalences, s'élève jusqu'à la vérité suprême : l'identité de l'âme individuelle (ātman) et de l'âme universelle (brahman), thème qui sera repris un millénaire plus tard dans l'acception védantique du yoga.
Vers les IVe siècle av. J.-C. les Yoga Sūtra (Y.S.) et la Bhagavad-Gītā sont rédigés, ils deviendront les textes de référence du yoga.

#### Yoga sūtra

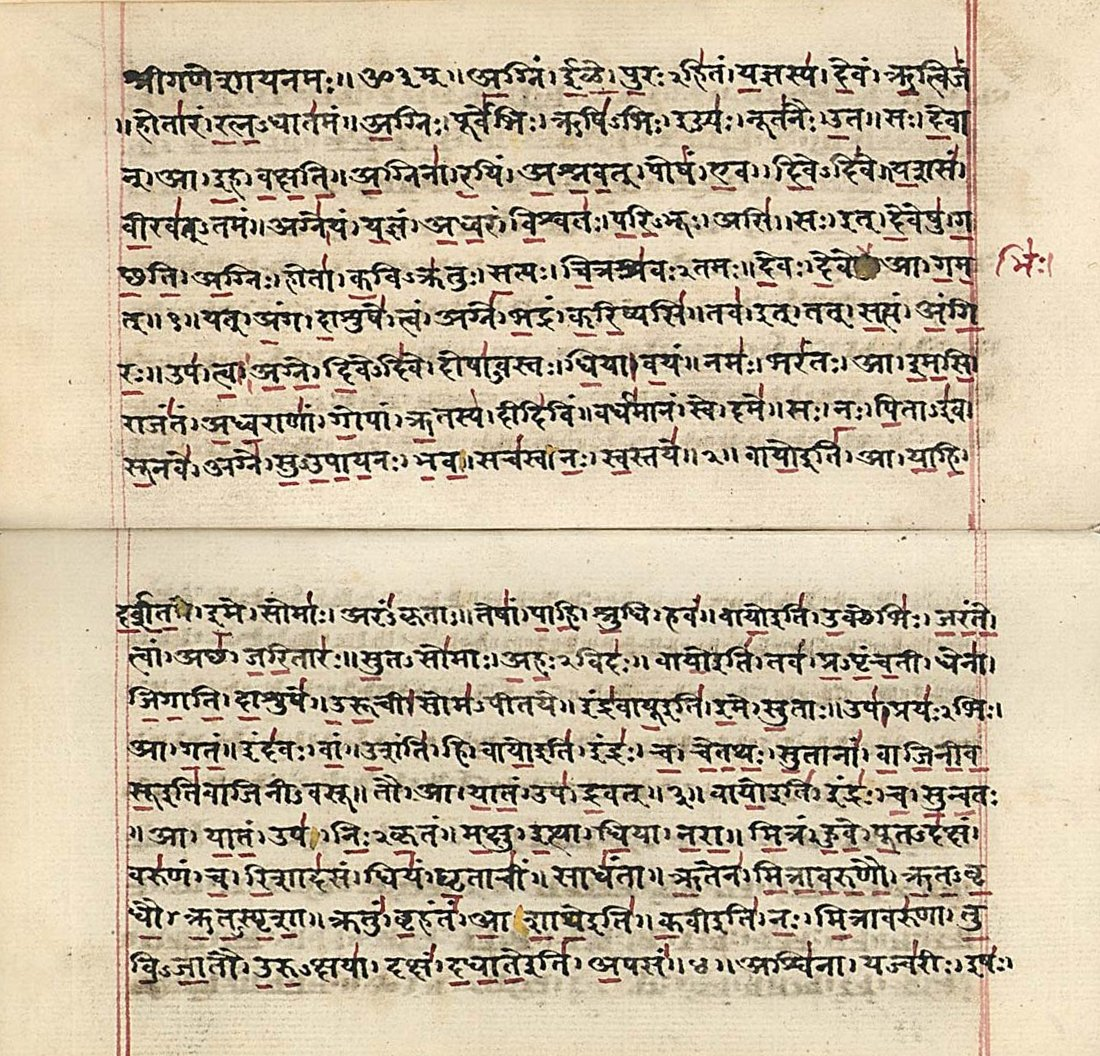
Écriture dévanagari.

Cette suite de 195 aphorismes fut codifiée aux environs du IIe siècle av. J.-C. par Patañjali. Elle traite de l'univers intérieur de l'homme et des moyens à mettre en œuvre pour se libérer de la nescience (अविद्या avidyā), entraînant la souffrance. Les Yoga Sūtra codifient la pratique du yoga en quatre chapitres :
- Chapitre I, De l'unification[25] : Samādhi pāda.

Le premier sutra « Et maintenant voici l’enseignement du yoga » est interprété par les commentateurs comme faisant allusion à la  chaîne de transmission maître-disciple. ce chapitre définit tout de suite l'objectif du yoga qui n'est pas sans surprendre les occidentaux habitués à ne connaitre que la pratique des âsana (postures) : pour Patañjali, il s'agit d'une cessation de l'agitation du mental qui stimule la souffrance et la confusion de l'égo pris pour le Soi. Puis il indique les obstacles et les moyens pour les vaincre : finalement, il présente un modèle, et décrit les différents stades du samâdhi.
- Chapitre II, Du cheminement : Sādhana pāda.

Ce chapitre expose les causes de la souffrance et propose la discrimination comme moyen d'en sortir. Pour développer la discrimination, l'observance simultanée des huit directions de l'ashtanga yoga constitue les fondements de la pratique du yoga.
1- yama : pratiquer les devoirs moraux élémentaires envers les autres comme envers soi-même.
2- niyama : se discipliner et se mesurer dans la pratique quotidienne.
3- āsana : se tenir tranquille de façon stable ; Patañjali ne parle à aucun moment de position particulière, ni assis ni debout.
4- Prāṇāyāma : devenir conscient de la respiration ; Patañjali ne détaille aucun Prāṇāyāma, et ne parle jamais de contrôle du souffle.
5- pratyāhāra : savoir séparer la perception sensorielle de l'objet perçu.
Ces cinq aṅga (membres) constituent les bases du hatha-yoga.
- Chapitre III, Des pouvoirs : Vibhūti pāda.

Description des trois derniers anga :
6- dhāraṇā : concentration, garder l'esprit concentré, fixé sur un point.
7- dhyāna : méditation profonde, fixer toute la saisie sensorielle au cœur de l'objet perçu (se reporter à méditation).
8- samādhi : contemplation profonde, percevoir les objets et événements hors de toute projection personnelle.
Puis ce chapitre évoque l'accès aux pouvoirs merveilleux (siddhi), et avertit que la quête de ces pouvoirs peut devenir une entrave.
- Chapitre IV, De l'émancipation : Kaivalya pāda.

Exposé du Karma et de la dualité, puis de la dualité vers l'unité. C'est une reprise approfondie de tous les thèmes déjà exposés vers le détachement ultime qui mène à la libération.

#### Bhagavad-Gītā
Le plan philosophique est complété par la Bhagavad-Gītā, texte essentiel dans la pensée religieuse hindouiste, qui aborde les différentes voies du yoga et leurs philosophies. Possiblement écrit entre le Ve et le IIe siècle av. J.-C., le texte « n'est pas homogène, il trahit des influences diverses ». La Bhagavad-Gītā s'articule en dix-huit sous-chapitres, étant elle-même un des chapitres du Mahābhārata. Le verset 48 du chapitre 2  (Yogasthaḥ kuru karmāṇi « établi dans le yoga, tu peux agir ») constitue l'aphorisme central de la pratique du yoga.
Selon l'indianiste Anne-Marie Esnoul : « Un des traits les plus frappants de tout le texte est l'importance accordée au yoga, pris au sens de discipline unitive : unification des sens, puis de la pensée. Ici, yoga perd beaucoup de son sens technique pour devenir à peu près synonyme de bhakti. [...] Cette adoration faite d'attention vigilante, dirigée vers un seul but va s'organiser autour de quelques thèmes : théories d'un sâmkhya qui ne revêt pas encore l'aspect systématique qu'on lui connaîtra aux siècles suivants, théories de l'action au sens de « sacrifice » et des autres « bonnes actions. »

### Période contemporaine
Au milieu du XIXe siècle, certains ouvrages occidentaux érudits en langue française commencent à utiliser le mot yoga,.
En 1851, le médecin N. C. Paul (en) publie en langue anglaise Treatise on Yoga Philosophy comme une tentative d'approche scientifique du sujet (cf. science of yoga (en)).
En 1893, le yoga se fait particulièrement connaître aux États-Unis à l'occasion du Parlement des religions de l’Exposition universelle à Chicago, première fois que l’Occident reçoit un « moine hindou », Vivekananda, disciple de Râmakrishna, un des principaux maîtres spirituels de l’Inde du XIXe siècle. Il fera grande impression et sera ovationné. En 1896, il publie le livre Raja Yoga (en), son interprétation du Yoga sūtra de Patañjali adaptée aux occidentaux, qui sera un succès immédiat et peut être considéré, selon Elizabeth De Michelis, comme l'origine du yoga moderne (en).
Au XXe siècle, le yoga tel qu'il est surtout connu de nos jours en Occident se développe sous différentes formes de yoga postural (en). Ainsi, selon la journaliste Marie Kock, vulgarisant des travaux d'historiens, le yoga « tel que nous le connaissons – le cours collectif de yoga postural, avec son enseignement de maître à élèves, et non de maître à disciple –, il n’a pas plus d’un siècle. [...] Les premières postures dynamiques ne datent en fait que du XVe siècle. Quant à la salutation au soleil, l’enchaînement de postures par excellence, elle n’apparaît vraiment qu’au XVIIIe siècle. »
En 1924, Sri Tirumalai Krishnamacharia fonde une école de yoga qui va modéliser le hatha-yoga tel qu'il est connu en Occident et renverse la façon d’entrer dans la pratique en la présentant comme un moyen de parvenir aux dispositions spirituelles qui, auparavant, étaient conçues comme un préalable.
Krishnamacharia ouvre une école à Mysore en 1924, influencée par la culture physique britannique et la gymnastique suédoise : l'ambition est de créer un « art du corps » indien, qui puisse rivaliser avec ce qui existe alors en Occident. B. K. S. Iyengar, un de ses élèves, créera son propre style, le Yoga Iyengar, et publiera en 1966 le livre Light on Yoga (en) qui aura une influence importante dans la diffusion du yoga postural. Un autre élève, Pattabhi Jois, va développer le style physique et dynamique Ashtanga Vinyasa Yoga qui sera largement pratiqué en Occident.
En 1924, un autre maître, Paramahansa Yogananda, s'installe à Los Angeles, après avoir donné des conférences dans plusieurs villes des États-Unis depuis son arrivée à Boston en 1920. Il fonde l'organisation Self-Realization Fellowship (en). L'enseignement qu'il promeut, le kriya yoga, ainsi que celui d'autres yogis, aura un retentissement conséquent à l'occasion du mouvement hippie dans les années 1960. Le yoga s'est alors américanisé, et l'idée philosophique de « délivrance » a été remplacée par celles, plus consuméristes, de « guérison » et de « bien-être ».
L’Autobiographie d'un Yogi de Yogananda sera un best-seller de l'après-guerre, influençant notamment George Harrison, et déterminant le séjour des Beatles en Inde en 1968 pendant leur période hippie, entraînant une curiosité pour l'Inde des yogis dans tout l'Occident.
Ce nouveau succès va s'accompagner de dérives autour du phénomène yoga : gourous sans réelle formation traditionnelle, discours pseudoscientifiques et New Age, pratiques de plus en plus éloignées de la mystique indienne ou caricaturées dans le cadre de dérives sectaires ou sexuelles, marchandisation, tourisme de masse,.
Selon l'historienne Meera Nanda, « le yoga contemporain est un exemple unique en son genre de création véritablement mondiale, dans laquelle des pratiques orientales et occidentales ont fusionné pour produire une discipline estimée dans le monde entier. L’hindouisme, antique, médiéval ou moderne, n’a aucun droit de propriété particulier sur le yoga postural du XXIe siècle. Affirmer le contraire serait une erreur grossière. » D'autres estiment que le yoga tel qu'il est majoritairement pratiqué dans certains pays est devenu un patchwork de pratiques corporelles occidentales comme la gymnastique suédoise ou le culturisme de la fin du XIXe siècle, superficiellement recouverts d'un mysticisme oriental passé par le filtre de la lebensreform germanique.
En décembre 2014, l'Assemblée générale des Nations unies adopte à 177 voix une résolution initiée par le Premier ministre indien Narendra Modi, (suivant l'inspiration de Sri Sri Ravi Shankar), invitant les pays membres à soutenir l'idée d'une « Journée internationale du yoga », le 21 juin, afin de « faire connaître les bienfaits de la pratique du yoga ». Selon la journaliste Marie Kock, cette initiative permet au pouvoir indien, dans une approche nationaliste, de se réapproprier une pratique désormais mondialisée, mais surtout, en valorisant une pratique prétendument immémoriale, de « glorifier la composante hindoue de l’Inde ». Le mois précédent, Modi crée un ministère du Yoga en Inde (dont les prérogatives s'étendent aussi aux médecines traditionnelles indiennes : ayurveda, unani et siddha, incluant aussi l'homéopathie et la naturopathie - deux disciplines typiquement européennes et d'invention récente),. Cette récupération du yoga par Modi est dénoncée par l'opposition qui y voit une utilisation politique de propagande.

### Dérives sectaires
En France, l'Unadfi publie fin 2017 un numéro de son journal BulleS consacré au yoga et la méditation, indiquant que « même si ces deux pratiques sont indubitablement inoffensives en elles-mêmes et exercées, la plupart du temps, dans de bonnes conditions, force est de constater qu’elles peuvent aussi être des portes d’entrée efficaces vers des mouvements à caractère sectaire. Ceci tient entre autres à une surmédiatisation et à une « sur-appréciation » de ces disciplines qui sous-entend une totale innocuité. »
En 2020, un nouveau rapport de la Mission interministérielle de vigilance et de lutte contre les dérives sectaires (Miviludes) signale le yoga comme « nouvelle porte d’entrée aux dérives complotistes et sectaires ». Plusieurs mouvements ont depuis été démantelés par Interpol, à l'origine de réseaux d'emprise psychologique, d'embrigadement idéologique et d'exploitation sexuelle, comme « La Source » ou le « Mouvement pour l’intégration spirituelle vers l’absolu » (association « Yoga intégral ») de Gregorian Bivolaru.

## Approche philosophique

### Yoga dans la philosophie indienne

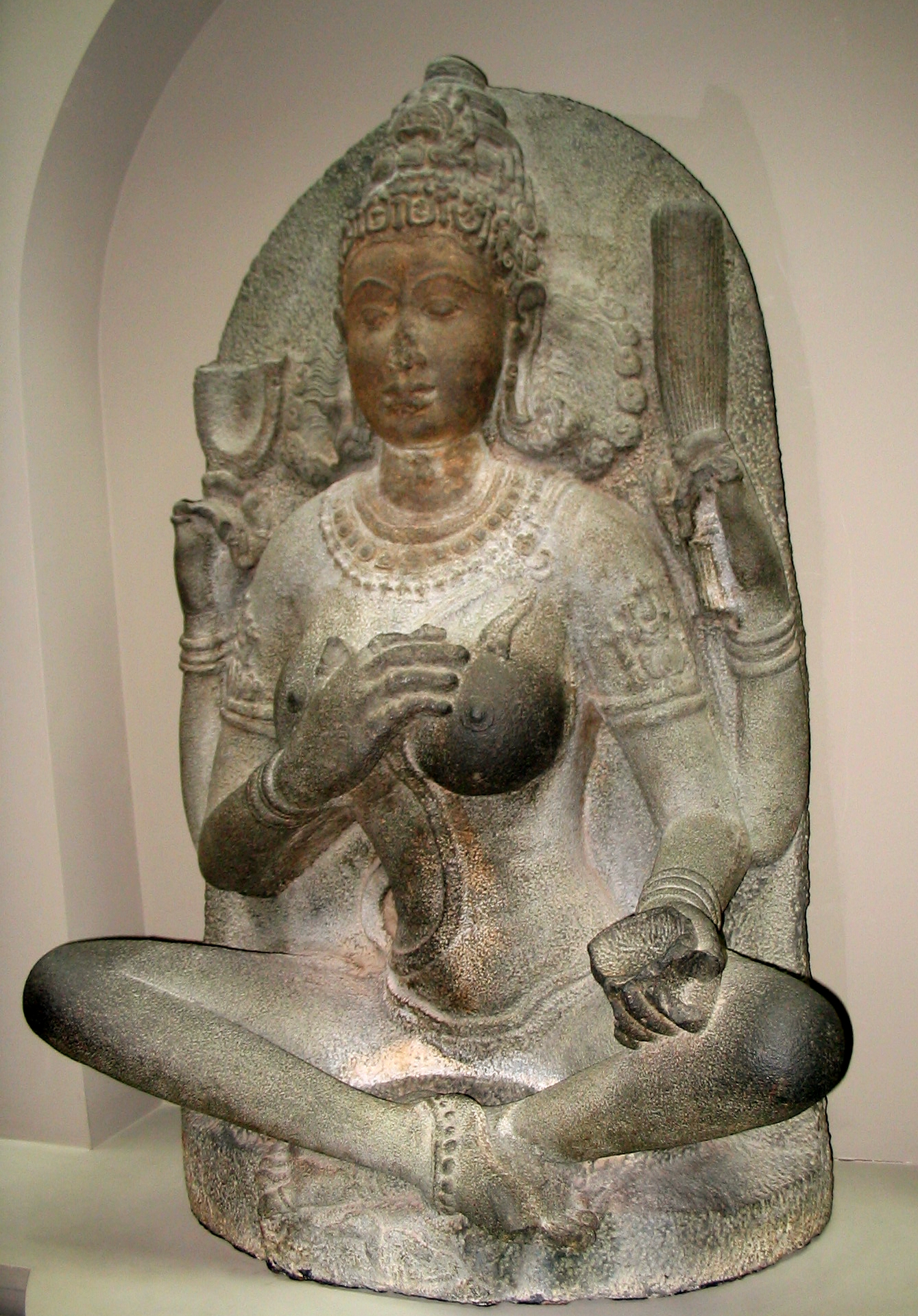
Yogini, Tamil Nadu.

Le yoga est l'un des six points de vue (darśana) des philosophies indiennes āstika (qui reconnaissent l'autorité du veda). Ils fonctionnent par paires : nyāya et vaiśeṣika, sāṃkhya et yoga, mīmāṃsā et vedānta. Ces darśana sont considérés comme essentiels pour obtenir une vue complète de la réalité. C'est en effet la juxtaposition de ces six voies de la connaissance qui permettrait de saisir l'ensemble « comme nous regardons une statue sous des angles différents avant de pouvoir nous en former une idée d'ensemble ».
Au Sāṃkhya, système dualiste et athée, le yoga emprunte de nombreux éléments théoriques dont : le Puruṣa, la Prakṛti et les guṇa.
« Celui qui demeure dans le champ de l'ignorance, est victime des cinq obstacles que sont l'ignorance, l'ego, l'attachement tout autant matériel qu’à ses propres idées, la répulsion et la peur de la mort. ».

### Interprétations en Occident
Le but du yoga selon la conception occidentale est la quête d'une harmonie, d'une unité corps et esprit. Cet état s'inscrit dans l'instant présent, et est potentiellement accessible à tout être humain. « Au cœur du yoga il y a un message important : tout être humain est naturellement équilibré et entier car le Soi ne peut être ni détruit ni endommagé. C'est là notre nature inhérente, et le yoga est la voie vers une plus grande conscience de cette entité intérieure, le Soi ». « Lorsque nous suivons systématiquement la voie du yoga, il prend dans notre vie une importance profonde. Intérieurement, il nous permet d'agir conformément à nos besoins, à nos intentions et aux valeurs qui nous sont les plus chères. Extérieurement, il nous apprend à renforcer notre corps, à détendre et à équilibrer notre système nerveux et à trouver la paix et la concentration sur un objet. En fin de compte, on dit que le yoga mène à la réalisation directe de notre nature véritable ». »
Le yoga est une philosophie sans exclusivité : toutes les convictions, même religieuses ou humanistes, peuvent y trouver leur compte. Pour autant, le yoga n'est pas une religion[Interprétation personnelle ?]. Le yoga propose l'union, les choix religieux ou non demeurant respectés. L'essentiel est la cessation des perturbations du psychique : le respect d'autrui, la paix et la non-violence (ou Ahimsâ).
Jean Varenne, indologue français, écrit en 1971 dans son introduction des Upanishads du yoga, que « la vogue récente du Yoga en Occident » oublie ses fondements métaphysiques et philosophiques pour n'en retenir que ses aspects corporels :

« On n'en a retenu que les aspects soi-disant « pratiques » (gymnastique corporelle, ralentissement de la respiration) […] pour « se maintenir en forme ». Rappelons encore que ces gestes (s'asseoir en tailleur, respirer lentement) ne sont rien au regard du Yoga véritable s'ils ne sont pas précédés de la stricte observance des disciplines (yama et niyama) et s'ils ne sont pas ordonnés à la recherche de l'état de kaivalya par l'intermédiaire du retrait des sens et de la dissolution de la pensée. Mais surtout le Yoga n'est rien s'il n'est pas vu dans l'ensemble d'une conception du monde (darshana) qui ne peut être disséquée et « triée ». Mieux vaut sans doute l'étudier pour lui-même et par accès direct aux textes. »

— Jean Varenne, Upanishads du yoga.
De manière générale, le yoga tel qu'il est conçu et pratiqué en Occident depuis le XXe siècle n'a que très peu de points communs avec les traditions indiennes dont il se réclame (voir ci-dessus la section « Période contemporaine »). En effet, « Nulle promesse d’une vie meilleure, en réalité, dans les textes anciens auxquels le yoga contemporain se réfère encore. Les pratiques prémodernes [...] relèvent du renoncement et de l’ascétisme. La discipline doit alors permettre de ne pas renaître, de se libérer du cycle des réincarnations, de cet emprisonnement que décrit la notion indienne de samsara. Sa version contemporaine prône, elle, une sorte d’optimisation de soi : il s’agit d’améliorer son existence ici-bas en devenant une "meilleure version de soi-même" ». Avec le vernis orientaliste que lui conféreraient son « authenticité » et le prestige associé à une tradition lointaine, le yoga moderne promet donc, selon la journaliste Marie Kock, « à tous les lessivés du monde moderne (…) une planche de salut aussi accessible que transformatrice ». Dans le contexte de l'explosion des industries du bien-être le yoga trouve une nouvelle place interprétée par le sociologue Thomas Luckmann comme le passage « des grandes transcendances (vision d’un autre monde) aux “transcendances à portée moyenne” (de genre politique) pour déboucher sur le temps des “mini-transcendances orientées vers l’individu” ».
Le yoga a ainsi été récupéré par un grand nombre de phénomènes de mode depuis sa mondialisation : « depuis sa première mondialisation à la fin du XIXe siècle, il a cristallisé les fantasmes des orientalistes, des théosophes, des occultistes, de la Beat Generation, des hippies, des stars de Hollywood et des entrepreneurs qui, les uns après les autres, l’ont reformulé en profondeur et par vagues successives » : 
- Le yoga fascine d'abord les occultistes européens (notamment anglais et allemands) du tournant des XIXe et XXe siècle, notamment les théosophes puis anthroposophes orientalistes, qui y voient une mystique mystérieuse de plus à ajouter à leur syncrétisme. Le yoga est alors une pratique à visée magique et rituelle, proche des initiations occultes permettant d'accéder à un outre-monde mystérieux. C'est à la suite de cette popularisation qu'il est rapproché, en Allemagne, des théories hygiénistes de la Lebensreform et fusionne plus ou moins avec la gymnastique suédoise dans une nouvelle forme à la fois physique et spirituelle.
- Dans les années 1960, le yoga est importé en Californie par les immigrés allemands imprégnés de Lebensreform, et rapidement intégré à la frange spirituelle de l'idéologie hippie. « Son appropriation par le mouvement New Age s’inscrit dans cette histoire et l’ancre dans une rhétorique de transformation personnelle au service de l’avènement d’une nouvelle ère de paix et d’harmonie, un discours qui abandonne toute référence sociale au profit d’une vision spiritualiste centrée sur l’individu »[66]. C'est aussi à cette époque que le yoga occidental se ré-exporte en Inde.
- À partir de la fin des années 1970, toujours en Californie, le yoga est intégré par les jeunes entreprises de la Silicon Valley, dont les entreprises, dans un contexte de libéralisation économique, « mettent au cœur de leur management la réinvention permanente de soi. Le remède au désenchantement et à l’ennui des journées de travail répétitives ne réside plus dans un pas de côté, pour s’adonner à l’exploration de soi, mais dans l’édification du travail comme instrument de réalisation personnelle ». En plein essor des théories du développement personnel, ce nouveau yoga n'est plus émancipateur mais devient au contraire un outil au service de la productivité des travailleurs. Ainsi, des entreprises notoirement connues pour pressuriser leurs salariés comme Amazon créent pour leurs employés des services comme « AmaZen » : « on y récite des mantras, on y médite, on s’y étire ; autant de pratiques visant à "stimuler les salariés et recharger leurs batteries" »[68].

## Pratiques
Il existe de nombreuses voies et styles de yoga liés aux différentes aspirations individuelles et aux divers aspects de notre nature. Quatre voies traditionnelles majeures résument ces directions.
Au sein d'une même voie (मार्ग, mārga), il peut exister des courants différents. Un yogi reconnu comme maîtrisant parfaitement un mode d'enseignement peut décider de fonder une école de yoga. Cette diversité n'est pas un signe de faiblesse ou de dissension, mais plutôt une réponse à l'extrême diversité des attentes de chacun.
Le yoga n'est pas une pratique élitiste et s'adapte à chaque pratiquant. Dénué de tout esprit de compétition et d'objectif à atteindre, n'importe qui peut s'y adonner, quel que soit l'âge, l'état, la religion, malade ou bien portant , etc.,.
En 2017, la France compte ainsi près de 2,5 millions de pratiquants. Longtemps considérée comme une discipline féminine et pratiquée essentiellement par les seniors, le yoga se démocratise et attire de nouveaux pratiquants chaque année. On voit ainsi apparaître des cours de yoga pour de nouveaux publics comme les enfants ou les femmes enceintes.

### Quatre voies traditionnelles
Quatre voies traditionnelles majeures, peuvent résumer ces directions. Il est possible de les suivre assemblées ou séparément :
- le jnana yoga, la voie d'un yoga dont le but est d'atteindre la connaissance transcendante ;
- le bhakti yoga, la voie d'un yoga de dévotion ;
- le karma yoga, la voie d'un yoga de service et d'action désintéressée. Ces trois yogas ci-dessus forment le trimarga, ou voie vers l'éveil. Il existerait une voie qui regrouperait ces trois ascèses en une et qui leur serait antérieure. Cette voie, le madhyama marga serait la source de la voie du milieu dont s'inspire le bouddhisme et le zen[réf. nécessaire] ;
- le rāja yoga, une voie de yoga s'inspirant des yogas sutra codifiés par Patañjali, cette voie de yoga procède essentiellement par méditation (dhyâna). Il est également considéré comme le yoga « intégral » ou « royal » associant les trois yogas précédents au Hatha-Yoga[73].

### Voies de kriyā yoga
Une citation de David Frawley décrit comme suit le kriya yoga : « la science yogique possède sa propre technologie consistant en diverses méthodes et techniques impliquant le corps, la respiration et le mental. Kriya se réfère à l'action, au processus ou au mouvement, en particulier au déploiement interne du prana et à la concentration. La purification et la transformation issues des yogas techniques préparent ainsi à la méditation profonde. » Le haṭhayoga, le mantrayoga et le tantra yoga sont trois formes répandues de kriyāyoga.

#### Haṭha yoga

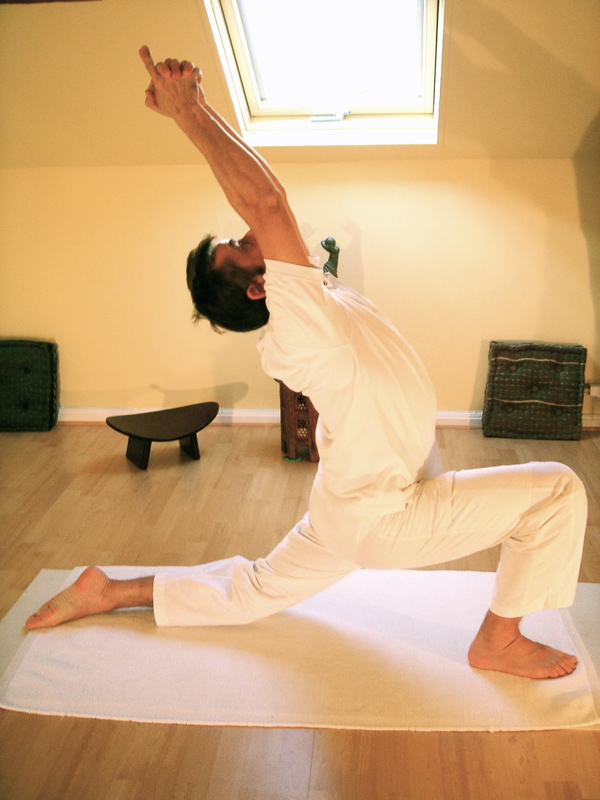
Posture de hatha-yoga : l'iguane.

Pour une majorité d'occidentaux, le yoga se résume au haṭha yoga. Pourtant, non seulement ce n'est pas la seule forme de yoga, mais même, les formes proposées en Occident sont souvent éloignées de ce qu'est le hatha yoga traditionnel. En effet, le haṭha yoga n'est pas une simple gymnastique douce mais une voie spirituelle à part entière.
Le terme « haṭha » (हठ), signifie effort, ténacité, violence. D'un point de vue symbolique, cela exprime aussi la réunion heureuse des contraires, que l'on retrouve dessinée dans le praṇava, (प्रणव), la syllabe sacrée om ॐ (le croissant lunaire accueillant le point solaire). D'un point de vue technique, le haṭha yoga est une discipline d'harmonisation et de développement des facultés psychologiques (concentration, sérénité) et corporelles (puissance et souplesse) poussés à leur perfection. Les principaux ouvrages qui présentent cette méthode, développée à la fin du premier millénaire de notre ère dans la secte tantrique des Goraknath, sont la haṭhayogapradīpikā et à la gheranda samhitā.

#### Mantra-yoga

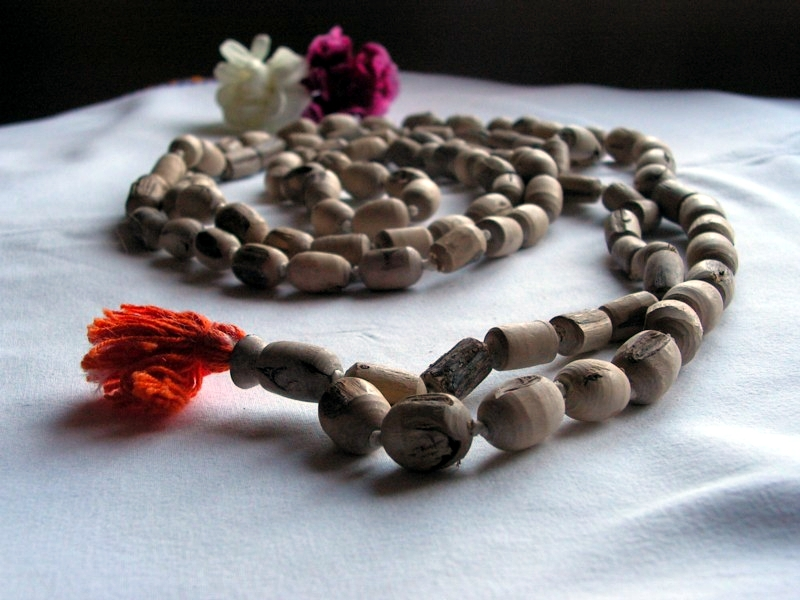
Japamala.

Le mantra est un objet ou un support de méditation. Le mantra est soit une formule sacrée d'invocation condensée, soit une série de syllabes assemblées en fonction de leur seule efficience magique intrinsèque, répétée de nombreuses fois suivant un certain rythme. Le but de sa pratique peut être un bienfait matériel ou spirituel. Le mantra yoga peut s'effectuer dans le cadre d'un rituel minimal, ou d'une liturgie élaborée, incluant prières, visualisations, mudrā, etc. Le récitant s'accompagne souvent d'une mālā, sorte de chapelet comportant 108 grains. Le mantra yoga s'identifie en bonne partie avec le siddha yoga. Sous une forme plus aisée et populaire, il s'assimile au japa yoga, yoga fondé sur la « récitation » du nom de la divinité, répété mécaniquement, ou sur un mantra.

#### Tantra-yoga
Le tantra yoga s'exprime au travers de deux religions : le bouddhisme tantrique (Tibet, Bhoutan, Népal, et Japon) et l'hindouisme tantrique (principalement au Nord de l'Inde). Pour l'hindouisme, Tantra (तन्त्र) signifie : règle, méthode, traité. Le Tantra est une approche de l'énergie à un niveau subtil.
Plusieurs yogas puisent leur origine dans le tantra, nous en citerons deux : Le shivaïsme du Cachemire et le kuṇḍalinī yoga.

##### Shivaïsme du Cachemire

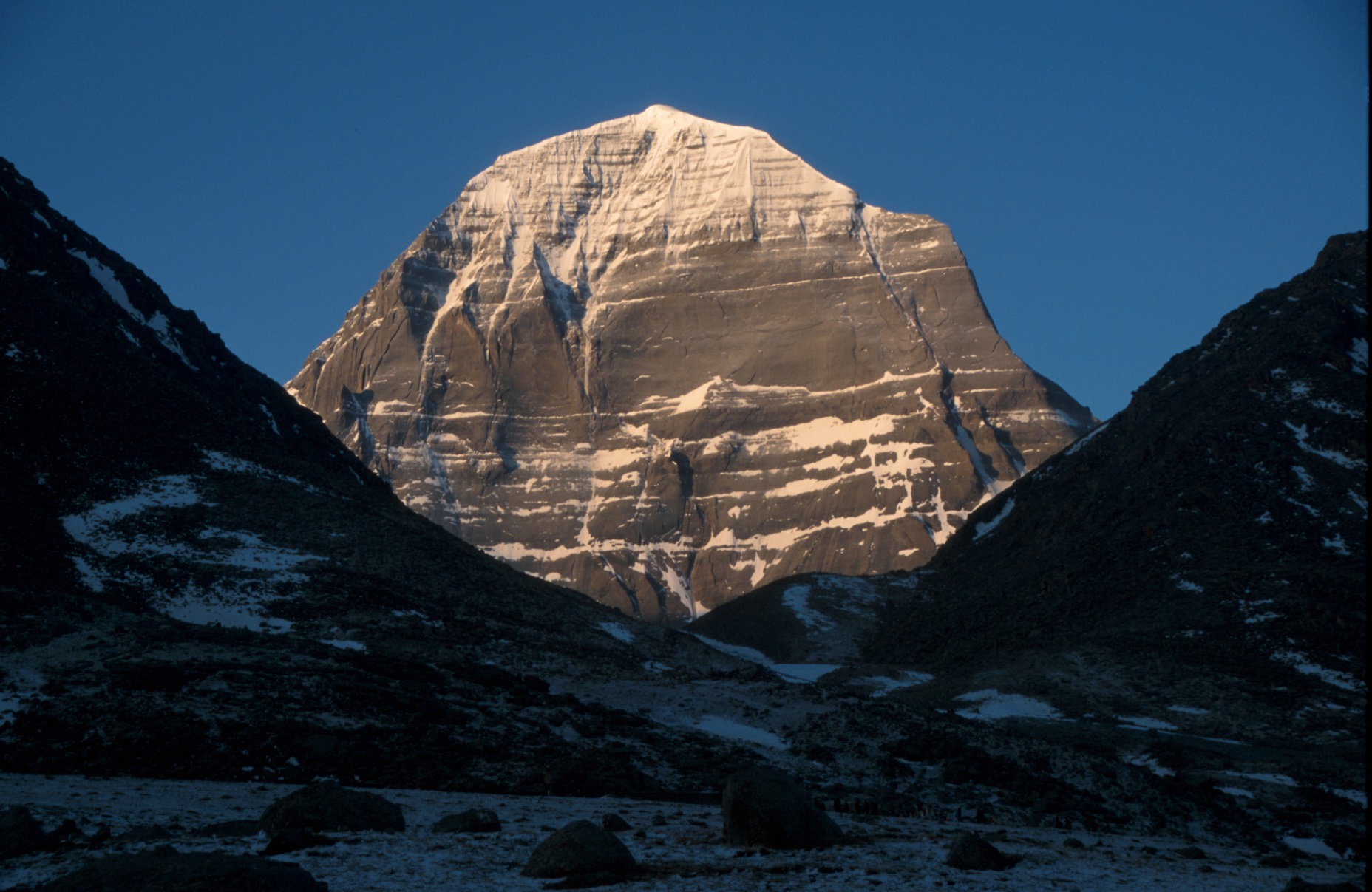
Mont Kailash, demeure mythique de Shiva.

Ce yoga est l'expression la plus aboutie du Tantra, il se fonde sur la triple autorité, tout d'abord des écritures sacrées, les Āgama, puis de l'expérience et de l'enseignement du maître, enfin du propre discernement du pratiquant. À la différence du Brahmanisme classique, le Shivaïsme du Cachemire n'exige aucune qualification particulière de caste, de foi, mais seulement une aspiration à s'initier, selon son aptitude, à un enseignement approprié. Seuls ferveur et désintéressement sont requis, aucune forme d'ascétisme douloureux, aucun mépris des sens ou de la vie courante.
Entre le VIe et le Xe siècle, Vasugupta, Abhinavagupta, Gauḍapāda, Kshemaraja rédigèrent les œuvres majeures Cacheméries.

##### Kuṇḍalinī yoga

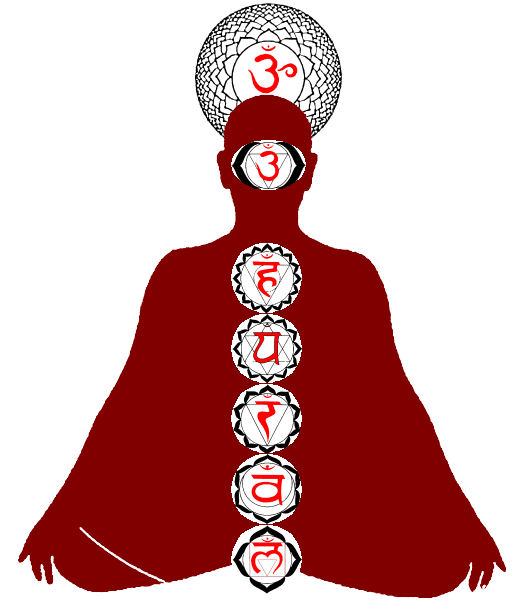
Les sept chakras.

La kuṇḍalinī désigne l'énergie primordiale présente en chaque être humain et évolue en Sushumnā, son canal principal situé le long de la colonne vertébrale, à travers des chakra jusqu'au sommet de la tête. Cette technique permet l'équilibration puis la conjonction des courants ascendants et descendants du corps circulant au travers des principaux canaux énergétiques (nādî) gauche (idā) et droit (Piṅgalā). Certaines écoles de Hatha-yoga y puisent de larges emprunts, notamment leurs représentations énergétiques du corps.
Jung poursuivit, tout au long de sa vie, une analyse de la psychologie humaine et tenta entre autres, un rapprochement entre pensée orientale – Kuṇḍalinī yoga – et théories psychanalytiques. Fondamentalement, la psychanalyse est une praxis, une méthode empirique, dont les modèles théoriques émergeront précisément avec les débuts de Jung dans le mouvement psychanalytique (définition d'un « complexe »). Le yoga fournira une justification facile de ces modèles qui ne sont ni psychanalytiques ni yogiques, et permettra de recycler la quasi-totalité des modèles judéo-chrétiens.
Aleister Crowley se serait inspiré du kuṇḍalinī yoga en contrepoint justement de la définition jungienne.

## Traditions de yoga non hindouistes

### Bouddhisme et yoga

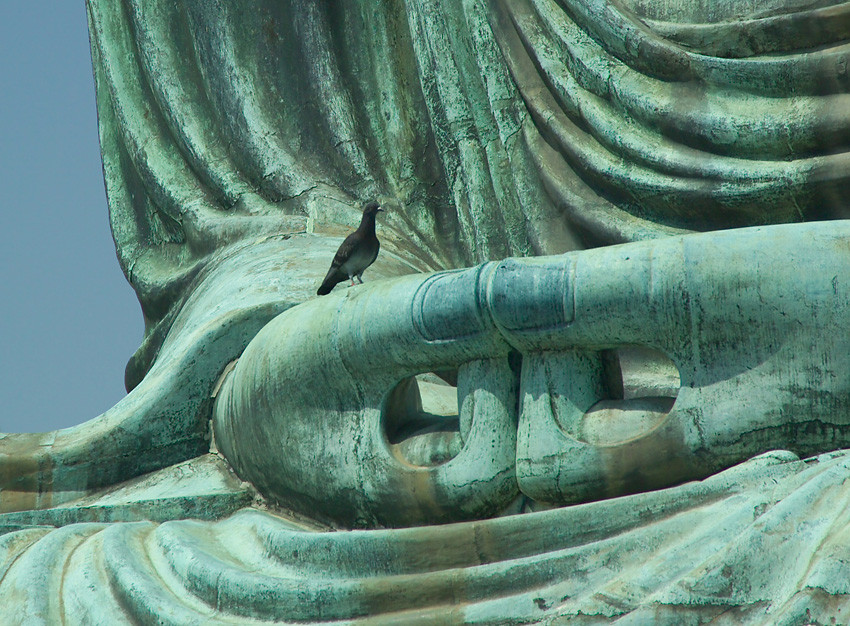
Mudrâ bouddhiste.

Le yoga possède des éléments communs aux croyances et pratiques religieuses des religions dharmiques. La forte influence du yoga est perceptible dans le bouddhisme, notoirement par ses austérités, exercices spirituels, et états de transe. La méditation dhyāna propre au bouddhisme est la pratique qui se rapproche le plus du yoga.

#### Cittamātra
Cittamātra (sanskrit), « rien qu'esprit », est l'une des écoles du bouddhisme mahāyāna. Elle est parfois nommée vijñānavāda, voie de la conscience, vijñānaptimātra, la conscience seule, ou encore yogācāra, pratiquants du yoga.

#### Shingon
Le Shingon est une école bouddhiste vajrayâna japonaise, fondée au VIIIe siècle par le moine Kûkaï (空海). Il s'agit donc de  fusionner son esprit avec Maha Vairocana le bouddha cosmique en japonais « Daïnitchi-Nyoraï » par la réalisation des trois mystères « traïguya-yoga », celui du corps, de la parole, et de la pensée. C'est-à-dire d'effectuer simultanément un geste symbolique avec les mains, une mudrâ, répéter un mantra et de se visualiser comme la divinité bouddhique pratiquée. Réalisant ainsi le Mahamudra ou grande union. Le nom d'un certain nombre de divinités laisse aussi à penser qu'il y aurait un rapport entre des éléments tirés du kundalini yoga et cette forme de tantrisme, ainsi uchussma ou encore gundali des protecteurs, ou enfin la principale divinité irritée achalanatha, l'immuable, qui est un des noms de shiva. Il est parfois aussi représenté sous la forme d'un dragon serpentant autour d'une épée de feu. Lors de Takishugyo (ascèses), il est invoqué sous des cascades d'eau glacée. Les textes de référence de cette école bouddhiste sont le Mahavairocana tantra et le tantra du pic du vajra.

#### Bouddhisme tibétain
Dans le Vajrayāna, le mandala intérieur est l'anatomie du corps subtil ou éthérique, permettant la maîtrise des souffles (prāṇas), des canaux (nādīs), des gouttes (bindus), et des centres de conscience, ou roues d'énergie, appelés cakra. Les pratiques qui y sont liées spiritualisent le corps en faisant un instrument de réalisation, et s'apparentent aux haṭha yoga et kuṇḍalinī Yoga hindous. Quant au mandala extérieur, on le déploie par le yoga de la déité (Yidam). Le yoga tibétain associe des techniques respiratoires, des exercices rythmiques, des pratiques mantriques ; il s'inspire des pratiques du Yogi Naropa et des exercices internes similaires au Qi Gong.

### Jaïnisme et yoga

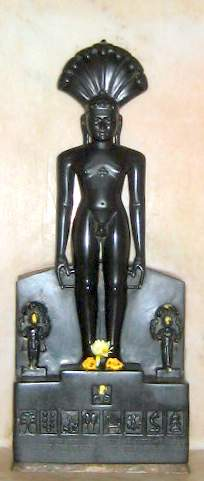
Le tirthankara Parshvanatha en méditation yogique dans la posture Kayotsarga.

Les cultures religieuse et yogique du sous-continent indien étant fort vastes, les croyants du jaïnisme pratiquent des méditations rappelant celles du yoga : le dhyana, un exercice de concentration, fait partie des rituels quotidiens du moine-ascète jaïn. La tradition jaïne dit que tout bon croyant, s'il pratique les pujas et les autres disciplines spirituelles données par le jaïnisme, trouve inutile toute forme de yoga classique.
Cependant, il faut noter que le jaïnisme pourrait avoir influencé le yoga car les débuts de cette religion sont antérieurs au IXe siècle av. J.-C.. De plus, les cinq règles morales de base du jaïnisme (ahimsâ, satya, asteya, brahmacharya, aparigraha) sont exactement les mêmes que celles du Raja yoga de l'hindouisme (les yama ou « disciplines » élémentaires).

### Égypte et yoga
Selon Yogacharya Babacar Khane, les recherches qu'il a menées en Égypte en compagnie de son épouse, Geneviève Khane, lui ont permis de mettre en lumière la présence en Égypte d'une forme de yoga égyptien très proche du haṭha yoga de l'Inde. « Le yoga égyptien comporte des postures identiques à celles de l'Inde : position du lotus, du cobra royal, du pont, de la charrue etc. mais en plus des attitudes spécifiques qui se caractérisent par leur verticalité. Ce type de yoga permet un redressement progressif de l'arbre vertébral et des épaules ; il libère tous les étages pulmonaires, permet de retrouver une capacité respiratoire normale et un regain de dynamisme et de vitalité. Les mouvements combinés, réclament une attention soutenue, développant le pouvoir de concentration et ce que la voie du ch'an appelle « la présence au présent ». »

### Islam et yoga
Le savant persan du début du XIe siècle, Al-Biruni, a visité l'Inde, a vécu avec des Hindous pendant 16 ans et (avec leur aide) a traduit plusieurs œuvres sanskrites en arabe et en persan ; l'une d'entre elles était les Yoga Sutras de Patanjali. Bien que la traduction d'Al-Biruni ait préservé de nombreux thèmes essentiels de la philosophie du yoga de Patañjali, certains sutras et commentaires ont été reformulés pour être conformes à la théologie islamique monothéiste. La version d'Al-Biruni des Yoga Sutras a atteint la Perse et la péninsule Arabique vers 1050. Au XVIe siècle, le texte de hatha yoga Amritakunda a été traduit en arabe et en persan. Cependant, le yoga n'a pas été accepté par l'islam sunnite et chiite traditionnel. Des sectes minoritaires de l'islam telles que le mouvement mystique soufisme, notamment en Asie du Sud, ont adopté les postures et le contrôle de la respiration du yoga indien. Muhammad Ghawth, un soufi Shattari du XVIe siècle et traducteur de textes de yoga, a été critiqué pour son intérêt pour le yoga et persécuté pour ses croyances soufies.
L'organisme islamique le plus éminent de Malaisie a imposé une fatwa juridiquement contraignante en 2008 interdisant aux musulmans de pratiquer le yoga, affirmant qu'il comportait des éléments de l'hindouisme et que sa pratique était haram comme blasphème,. Les musulmans malaisiens qui pratiquaient le yoga depuis des années ont qualifié la décision d'"insultante". Sisters in Islam, un groupe de défense des droits des femmes malaisiennes, a exprimé sa déception et a déclaré que le yoga était une forme d'exercice. Le Premier ministre de la Malaisie a précisé que le yoga en tant qu'exercice est permis, mais le chant de mantras religieux ne l'est pas.

## Végétarisme et yoga
Étant donné que le premier yama (discipline) du Raja yoga est l'ahimsâ (« non-violence » universelle), le végétarisme est une composante classique de l'exercice du yoga (car la consommation de chair animale a pour origine une violence exercée sur l'animal, blessé et tué).
Selon B.K.S. Iyengar, maître de Hatha yoga, le végétarisme est « une nécessité » dans la pratique : « Si des animaux tués remplissent mon assiette, ma tête et mon cœur deviennent lourds de tristesse. (...) Devenir végétarien est le chemin pour vivre en harmonie avec les animaux et la planète. »

D'après Swami Chinmayananda, le végétarisme dans le yoga doit être accompagné d'une frugalité équilibrée : 

« Consomme ce qui vient à toi facilement, qui n'attente à aucune vie, et dans une proportion qui ne chargera pas ton estomac. Ceci est la règle d'or du régime que doit suivre un adepte de la méditation. »

## Pratiques modernes dérivées

### Pratiques spirituelles
- La yoganidrā ou sommeil yogique : élaborée par Swami Satyananda Saraswati, cette technique est une forme de méditation en position allongée permettant au pratiquant d'agir sur son inconscient. L'amélioration de la qualité du sommeil est un effet de cette pratique mis souvent en avant mais n'est pas son but[96].
- Le terme yogathérapie a été créé en 1970 par le Dr Bernard Auriol pour désigner l'usage pour la santé de méthodes et principes issus du yoga indien[97].
- Le sahaja yoga est une pratique de méditation et de transformation spirituelle à la base de laquelle on trouve l'expérience de l'éveil de la Kundalini ou réalisation du soi. Le sahaja yoga a été créé en 1970 par Nirmala Srivastava (Shri Mataji)[98],[99].

### Pratiques corporelles
- Le Yoga Bikram est une forme de hatha yoga pratiqué dans une pièce chaude inventé par Bikram Choudhury dans les années 1970.
- Le Yogalates est une méthode hybride qui allie le Yoga et le Pilates, créée à la fin des années 1990 par l’Australienne Louise Solomon. Elle permet le renforcement musculaire, la tonicité, la souplesse, en travaillant sur la respiration[100].
- Acrobatie et yoga : acroyoga, une discipline métissée de yoga qui combine le yoga avec l'acrobatie.
- Goat yoga, le yoga avec des chèvres.

## Effets sur la santé
Le yoga n'est, à la base, pas une pratique à visée thérapeutique, mais avec l'engouement populaire pour cette pratique en Occident, certains yogis médiatiques ont commencé à assortir leur enseignement de toutes sortes de déclarations de bienfaits d'ordre médicinal[réf. nécessaire].
Les effets sur la santé du yoga ont donc fait l'objet de quelques études scientifiques[réf. nécessaire]. Des effets ont été suggérés par certaines études, mais remis en cause du fait de biais méthodologiques. Le yoga peut être recommandé pour son effet relaxant, réducteur de stress, et l'amélioration de certains symptômes du syndrome prémenstruel. Il est considéré comme une activité ayant un faible impact, pouvant amener des bénéfices semblables à ceux d'autres exercices physiques de qualité, avec une amélioration de l'adresse et de l'état physique général, une réduction du stress et une amélioration de problèmes liés à la sédentarité. Il est particulièrement mis en avant comme physiothérapie, une activité rééquilibrant et renforçant les différentes parties du corps.
Le yoga pourrait améliorer l'état physique des patients soignés du cancer, bien que la réalité de ces bénéfices ne soit pas encore démontrée et demande confirmation,.
Des recherches indiquent que le yoga pourrait être utile, en complément d'autres traitements, pour traiter la schizophrénie, et pourrait avoir des effets positifs sur la santé mentale, bien que la qualité de ces recherches soit faible.
En 2015, l'Australian Government's Department of Health a publié une étude pour déterminer si les thérapies alternatives pouvaient être remboursées par l'assurance maladie. Le yoga est l'une des 17 pratiques pour lesquelles aucune preuve d'efficacité n'a pu être démontrée.
Le gouvernement australien a donc qualifié le yoga de pratique non éligible au remboursement par l'assurance maladie, précisant que « les fonds de l'assurance maladie doivent être employés de manière appropriée et non pour des thérapies dont l'effet n'est pas prouvé ».

### Adultes
Si une partie du corps médical considère que les résultats de la recherche sur le yoga sont significatifs, d'autres signalent les nombreux biais qui entachent ces résultats.
La plupart des recherches sur le yoga consiste en des études préliminaires ou des essais cliniques de faible qualité méthodologique, avec des cohortes trop petites, une mauvaise randomisation ou une absence de protocole en double aveugle, et de hauts risques de biais,,. Une étude de 2013 montre une efficacité à court terme du yoga pour les lombalgies et, avec un niveau de preuve faible, à long terme.
Une autre étude montre au contraire que le yoga peut provoquer ou aggraver des blessures et des douleurs lombaires.
Des cliniciens ont cité des études étudiant les effets du yoga sur les patients traités pour le cancer pour diminuer la dépression, l'insomnie, la douleur, la fatigue et augmenter le contrôle sur l'anxiété.
D'autres ont critiqué la qualité de ces recherches, et l'incertitude de la preuve des effets.
Une méta-étude systématique de 2016 a montré l'absence d'efficacité du yoga pour les syndromes métaboliques.

### Blessures
Des pratiquants du yoga peuvent souffrir de blessures physiques analogues à celles des sportifs. Une étude australienne de suivi de 2567  pratiquants a montré qu'environ 20 % ont été blessés pendant leur pratique du yoga. Dans les 12 derniers mois, 4,6 % ont souffert d'une blessure entraînant des douleurs de longue durée ou demandant un traitement médical. Les postures sur la tête (shirshasana (en)), de la chandelle (sarvangasana), de flexions vers l'avant ou vers l'arrière, comme la posture de la charrue (halasana) ou la posture de la sauterelle (salabhasana (en)), et d'équilibre sur les mains, sont les positions qui ont provoqué le plus de blessures.
Plusieurs autres études ont aussi montré que le yoga peut entraîner des blessures,,.
Les principales raisons évoquées par les experts tenant de cette pratique pour justifier ces effets négatifs sont l'esprit de compétition des débutants et la mauvaise qualification des instructeurs. La demande croissante, de nombreuses personnes sont certifiées instructeurs, bien qu'ayant un entraînement insuffisant. Toutes ne sont pas capables d'évaluer la condition physique d'un débutant ni de lui conseiller de ne pas abuser de certaines positions ou d'utiliser des supports adéquats pour éviter les blessures. Un débutant peut ainsi surestimer les capacités de son corps et lutter pour réaliser des positions avancées, alors que leur corps n'est pas encore assez flexible ou assez fort.
Des dissections artérielles vertébrales peuvent subvenir de la rotation du cou lorsque celui-ci est étiré. Cela peut se produire dans de nombreuses situations, dont certaines pratiques de yoga. C'est une affection grave qui peut entraîner un accident vasculaire cérébral,.
Des cas de déchirures du labrum acétabulaire provoquées par la pratique du yoga ont été rapportées.

### Enfants
Comme le yoga est souvent présenté comme un excellent exercice pour les enfants, comme exercice physique ou respiratoire, pour accentuer l'attention mentale ou diminuer le stress, de nombreuses écoles américaines ont envisagé de l'inclure dans leurs programmes d'éducation physique. Des parents d'élèves ont intenté une action contre le district d'Encenitas, Californie, critiquant le fait que cette pratique est intrinsèquement religieuse et ne devrait pas faire partie des programmes d'éducation financés par l'État. La San Diego Superior Court Judge a toutefois rendu un avis favorable à la pratique du yoga.

### Textes du yoga
- Michel Angot, Le Yoga-Sūtra de Patañjali - Le Yoga-Bhāṣya de Vyasa, Les Belles Lettres, 2008, 771 p.
- Patañjali, yoga-sûtra (IIe s. av. J.-C. ?), trad. Françoise Mazet, Albin Michel, coll. « Spiritualités vivantes », 1991.
- Svātmārāma (trad. Tara Michaël), Haṭha Yoga Pradīpikā, Fayard, 1974
- Patañjali, Yogasūtra. Aphorismes sur la Voie, trad. de  Silvia d'Intino, Allia, Paris, 2021, 128 p.  (ISBN 979-10-304-1596-4)

### Études sur le yoga